# Порано
Порано (итал. Porano) је насеље у Италији у округу Терни, региону Умбрија.
Према процени из 2011. у насељу је живело 1624 становника. Насеље се налази на надморској висини од 439 м.

## Становништво
Према резултатима пописа становништва 2011. у општини је живело 1.989 становника.
| 1931. | 1936. | 1951. | 1961. | 1971. | 1981. | 1991. | 2001. | 2011. |
| ----- | ----- | ----- | ----- | ----- | ----- | ----- | ----- | ----- |
| 1.468 | 1.481 | 1.454 | 1.297 | 1.113 | 1.058 | 1.591 | 1.774 | 1.989 |